# 下川島
下川島（ピンイン：Xià chuān dǎo）は、中華人民共和国広東省の南部沿岸地域にある、台山市に属する島。

## 概要
面積98.68平方キロ、人口約2万人。うち性産業に従事する女性が約2000人。アジア最大規模の「売春島」ともいわれる。島の南部には「王府洲海濱旅游度假区」（王府洲旅游区とも）という開発区がある。王府洲旅游区は海水浴場やシャワー施設、飲食店など観光客や家族連れが訪れることができる観光施設があるものの、事実上娼婦を提供する置屋街ともなっている。2010年時点において、50件ほどの置屋がこの地区に確認されている。